# Campionato Panamericano 1993 (hockey su pista)
Il campionato panamericano di hockey su pista 1993 è stata la 5ª edizione dell'omonimo torneo di hockey su pista per squadre nazionali maschili americane. Il torneo si è svolto a Cuba nella città de L'Avana dal 20 al 24 aprile 1993.
A vincere il torneo fu l'Argentina per la quarta volta nella sua storia precedendo in classifica gli Stati Uniti.

## Formula
Il campionato panamericano 1993 fu disputato da sei selezioni nazionali tramite la formula del girone all'italiana con gare di sola andata. Vennero attribuiti due punti per l'incontro vinto, uno per l'incontro pareggiato e zero in caso di sconfitta. La prima squadra classificata venne proclamata vincitrice del torneo.

## Squadre partecipanti
| Pr. | Squadra     | Partecipazioni precedenti al torneo |
| --- | ----------- | ----------------------------------- |
| 1   | Argentina   | 1979, 1983, 1987, 1991              |
| 2   | Brasile     | 1979, 1983, 1987, 1991              |
| 3   | Colombia    | 1987, 1991                          |
| 4   | Cuba        | 1991                                |
| 5   | Messico     | Esordiente                          |
| 6   | Stati Uniti | 1979, 1983, 1987, 1991              |

Nota bene: nella sezione "partecipazioni precedenti al torneo" le date in grassetto indicano la squadra che ha vinto quell'edizione del torneo

## Svolgimento del torneo

### Classifica finale
| Pos. | Squadra     | Pt | G | V | N | P | GF | GS | DR  |
| ---- | ----------- | -- | - | - | - | - | -- | -- | --- |
| 1.   | Argentina   | 10 | 5 | 5 | 0 | 0 | 56 | 4  | +52 |
| 2.   | Stati Uniti | 7  | 5 | 3 | 1 | 1 | 21 | 15 | +6  |
| 3.   | Brasile     | 6  | 5 | 3 | 0 | 2 | 27 | 19 | +8  |
| 4.   | Colombia    | 5  | 5 | 2 | 1 | 2 | 17 | 21 | -4  |
| 5.   | Cuba        | 1  | 5 | 0 | 1 | 4 | 9  | 34 | -25 |
| 6.   | Messico     | 1  | 5 | 0 | 1 | 4 | 15 | 52 | -37 |

### Risultati
| L'Avana 20 aprile 1993 1ª giornata | Argentina | 4 – 1 | Stati Uniti |  |

| L'Avana 20 aprile 1993 1ª giornata | Brasile | 10 – 3 | Messico |  |

| L'Avana 20 aprile 1993 1ª giornata | Colombia | 3 – 0 | Cuba |  |

| L'Avana 21 aprile 1993 2ª giornata | Argentina | 9 – 2 | Colombia |  |

| L'Avana 21 aprile 1993 2ª giornata | Brasile | 3 – 4 | Stati Uniti |  |

| L'Avana 21 aprile 1993 2ª giornata | Cuba | 3 – 3 | Messico |  |

| L'Avana 22 aprile 1993 3ª giornata | Argentina | 15 – 0 | Cuba |  |

| L'Avana 22 aprile 1993 3ª giornata | Brasile | 7 – 6 | Colombia |  |

| L'Avana 22 aprile 1993 3ª giornata | Messico | 4 – 9 | Stati Uniti |  |

| L'Avana 23 aprile 1993 4ª giornata | Argentina | 25 – 1 | Messico |  |

| L'Avana 23 aprile 1993 4ª giornata | Brasile | 7 – 3 | Cuba |  |

| L'Avana 23 aprile 1993 4ª giornata | Colombia | 1 – 1 | Stati Uniti |  |

| L'Avana 24 aprile 1993 5ª giornata | Argentina | 4 – 0 | Brasile |  |

| L'Avana 24 aprile 1993 5ª giornata | Colombia | 5 – 4 | Messico |  |

| L'Avana 24 aprile 1993 5ª giornata | Cuba | 3 – 6 | Stati Uniti |  |